# Lancaster Caramel Company
La Lancaster Caramel Company di Lancaster, Pennsylvania, fu fondata da Milton S. Hershey nel 1886. È stata la prima azienda di caramelle di successo di Hershey ed ha aiutato il fondatore a costruirsi una reputazione.

## Storia

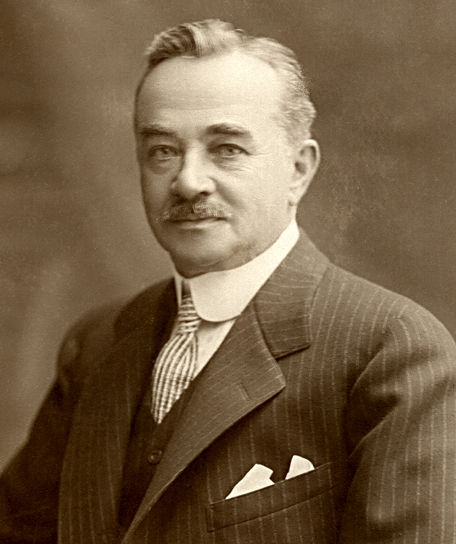
Milton S. Hershey, 1910

L'attività era inizialmente situata in un magazzino sul lato ovest di South Duke Street vicino a Vine Street. Tuttavia, le strutture non avevano una caldaia per cuocere le caramelle, Hershey pertanto trasferì l'azienda in un vecchio edificio industriale in Church Street, che un tempo aveva ospitato la centrale elettrica Edison. I primi mesi furono difficili, ma un importatore britannico di caramelle fece un grosso ordine e il cassiere della Lancaster County National Bank garantì un prestito, consentendo a Hershey di acquistare le forniture. Quando l'attività iniziò a crescere, Hershey si espanse in altre parti dell'edificio della fabbrica. Nel 1894 la Lancaster Caramel Company impiegava circa 1300 lavoratori.
Nel 1891 Hershey acquistò tre lotti e una piccola fabbrica a Mount Joy, in Pennsylvania, dove poté iniziare la produzione di caramello. Nel 1892, la Lancaster Caramel Company si espanse, aprendo una filiale a Chicago, che in seguito fu trasferita a Bloomington, Illinois . La fabbrica di Bloomington operò fino al 1900 quando fu venduta alla Paul F. Beich company. All'apertura della filiale di Chicago seguì dopo poco quella di una terza fabbrica di caramello a Reading, in Pennsylvania .
La Lancaster Caramel Company venne registrata l'8 febbraio 1894 e la Hershey Chocolate Company fu formalmente organizzata come sussidiaria. Nella primavera del 1900, credendo che il caramello fosse una moda passeggera, Milton Hershey vendette i beni dell'attività del caramello, tra cui la fabbrica, i macchinari, le formule dolciarie, le scorte e il marchio Crystal A per 1 milione di dollari in contanti all'American Caramel Company. Hershey mantenne la Hershey Chocolate Company e le attrezzature per la produzione del cioccolato perché riteneva che esistesse un grande mercato per i dolci al cioccolato.

## L'American Caramel Company

### PC Wiest Co.
L'American Caramel Company nacque da un'industria fondata da Peter C. Wiest nel 1867. Egli fu un pioniere nella produzione di caramelle e presto sviluppò un'attività di successo. Nel 1878 Daniel F. Lafean divenne socio e fu creata la ditta P.C. Wiest & Company. Il proprietario originale si ritirò dall'attività e nel 1895 fu costituita la PC Wiest Company con Daniel F. Lafean come presidente. Lafean è stato determinante nella fondazione dell'American Caramel Company, che fu creata il 28 marzo 1898 quando la Breisch-Hine Company di Filadelfia si fuse con la PC Wiest & Company di York, Pennsylvania, luogo in cui venne stabilita la sede centrale della neonata azienda.
Dopo aver acquisito la Lancaster Caramel Company nel 1900, l'American Caramel Company divenne famosa includendo figurine di baseball e altre carte nei suoi pacchetti di caramelle. Grazie all'acquisizione della Lancaster Caramel Company, l'American Caramel Company è cresciuta fino a controllare il 90% del caramello nel Paese.
L'American Caramel Company è stata una delle prime aziende a emettere carte da baseball con il loro prodotto. Nel dicembre 1928, la American Caramel Company chiuse lo stabilimento di York, trasferendo i macchinari per la produzione di caramelle in una struttura più moderna.